# Bazyli Chróściechowski
Bazyli Chróściechowski (ur. w 1787 w Skromowskiej Woli w powiecie lubartowskim, zm. w grudniu 1853 w Paryżu) – uczestnik wojen napoleońskich oraz powstania listopadowego, organizator powstania na Wołyniu, Podolu i Ukrainie. 

## Życiorys
Karierę wojskową rozpoczął w 1809 w Księstwie Warszawskim. Wstąpił do 5 pułku strzelców konnych. Walczył w kampaniach w 1809 i 1812. Dostał się do niewoli rosyjskiej, w której przebywał do 1815. Powrócił do kraju. W grudniu 1815 został zwolniony ze służby z powodu złego stanu zdrowia w randze kapitana. Zajął się gospodarką. 
Po wybuchu powstania listopadowego powrócił do służby w stopniu majora. Otrzymał nominację na szefa  sztabu siły zbrojnej województwa płockiego. W lutym 1831 Naczelny Wódz generał Michał Radziwiłł powierzył mu misję zorganizowania powstań na Wołyniu, Podolu i Ukrainie. Jednak nie udało mu się jej wykonać. Mimo to zapewniał generała Dwernickiego o pełnej gotowości Wołyniaków do powstania. Lecz kiedy korpus generała wkroczył na tamtejsze tereny, okazało się, że tylko niewielu ochotników się przyłączyło. Była to jedna z przyczyn, dla których korpus ruszył dalej w stronę Podola i ostatecznie wkroczył do Austrii. 
Po powrocie do Warszawy Chróściechowski otrzymał od generała Skrzyneckiego podobną misję organizowania powstania na Rusi. Również i tym razem zakończoną porażką. Uszedł przed Rosjanami do Galicji. 
W maju 1832 poprzez Szwajcarię trafił do Francji. Od 23 lipca 1832 przebywał w zakładzie w Awinionie. We Francji mieszkał między innymi w: Marsylii, Privas, Bar-le-Duc, Verdun, Paryżu, Tours, Blois, Auxerre, Beauvais. 
Początkowo związał się z obozem Czartoryskiego, potem z demokratami. Świadomy zarzutów, jakie mu stawiano, składając nań odpowiedzialność za klęskę powstania na Wołyniu i Podolu, przygotował Rys historyczny powstania narodu polskiego na Wołyniu, Podolu i Ukrainie, a raczej działanie tajne stowarzyszeń patriotów w insurekcji na Rusi oraz Dwie epoki upadku niepodległości pol. w XIX w., czyli polityka książąt Czartoryskich. Prace te pozostały w rękopisie i zostały prawdopodobnie zniszczone. 
Na emigracji żył w trudnych warunkach materialnych. Pomagały mu organizacje dobroczynne. 
Umarł w Paryżu w grudniu 1853. Pochowano go 14 grudnia na cmentarzu Montparnasse. 